# Imperial (Texas)
Imperial é uma Região censo-designada localizada no estado norte-americano de Texas, no Condado de Pecos.

## Demografia
Segundo o censo norte-americano de 2000, a sua população era de 428 habitantes.

## Geografia
De acordo com o United States Census Bureau tem uma área de
11,0 km², dos quais 11,0 km² cobertos por terra e 0,0 km² cobertos por água. Imperial localiza-se a aproximadamente 729 m acima do nível do mar.

## Localidades na vizinhança
O diagrama seguinte representa as localidades num raio de 44 km ao redor de Imperial.